# پیکر ساعت‌شنی

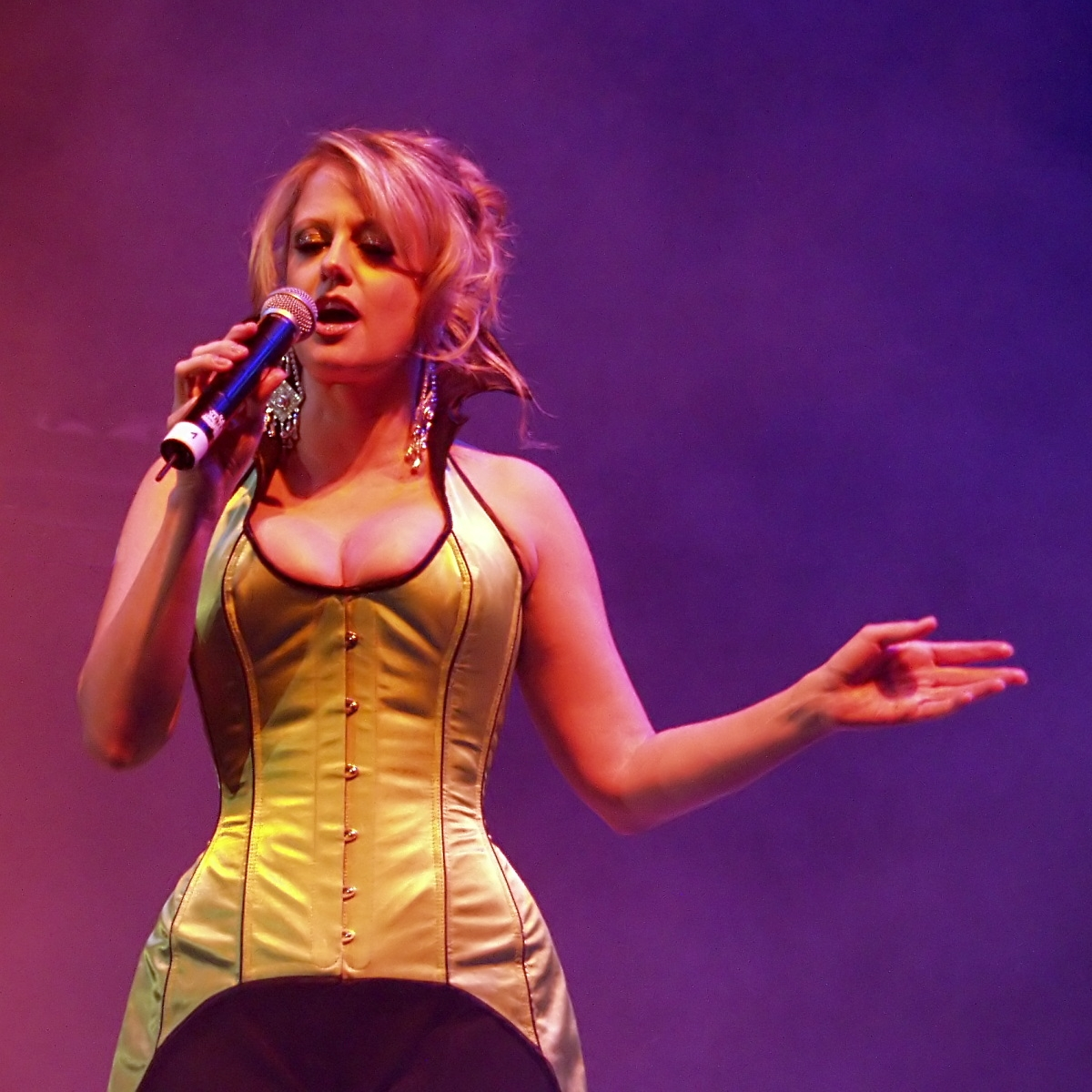
پیکر ساعت‌شنی

پیکر ساعت‌شنی (یا اندام ساعت‌شنی، پیکر زنانه ساعت‌شنی، بدن ساعت‌شنی‌مانند) یکی از چهار نوع شکل بدن زنان است. این حالات بدنی را صنعت مد شرح داده‌است. می‌توان با استفاده از کرست ساعت‌شنی نیز در جشن‌ها و مراسم‌ها پیکر ساعت‌شنی داشت.

## شناسایی و مشخصات
یک پیکر ساعت‌شنی را می‌توان با اندازه‌گیری دور بدن یک زن تعریف کرد. دور پستان‌ها، کمر و نشیمنگا ه باید دارای نسبت مشخصی باشند تا بتوان آن زن را دارای پیکر ساعت‌شنی دانست. یک پیکر ساعت‌شنی دارای پستا ن‌های بزرگ، کمر باریک و نشیمنگا ه چاق‌تر نسبت به کمر است. این شکل بدن به دلیل شباهت آن با ساعت شنی با این نام شناخته می‌شود و به شکل کلی قسمت پستا ن‌ها و نشیمنگا ه پهنای تقریباً مساوی دارند در حالی که وسط (کمر) باریک‌تر است.

## کرست ساعت‌شنی
در اواسط تا اواخر دهه ۱۸۰۰، از کرست ساعت‌شنی برای برجسته نشان دادن پستا ن‌ها و نشیمنگا ه زنان استفاده شد که با گذر زمان، محبوب شد. این کرست، کمر زنان را با فشرده سازی و کاهش سایز آن به سختی باریک می‌کند و برای زنان اندام ساعت شنی ایجاد می‌کند.

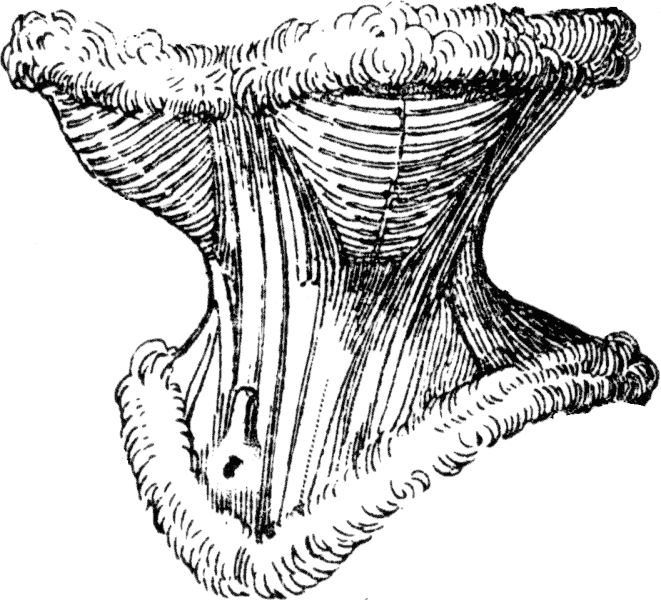
یک کرست ساعت‌شنی ساخت سال ۱۸۶۷ (مدل اصلی و قدیمی)
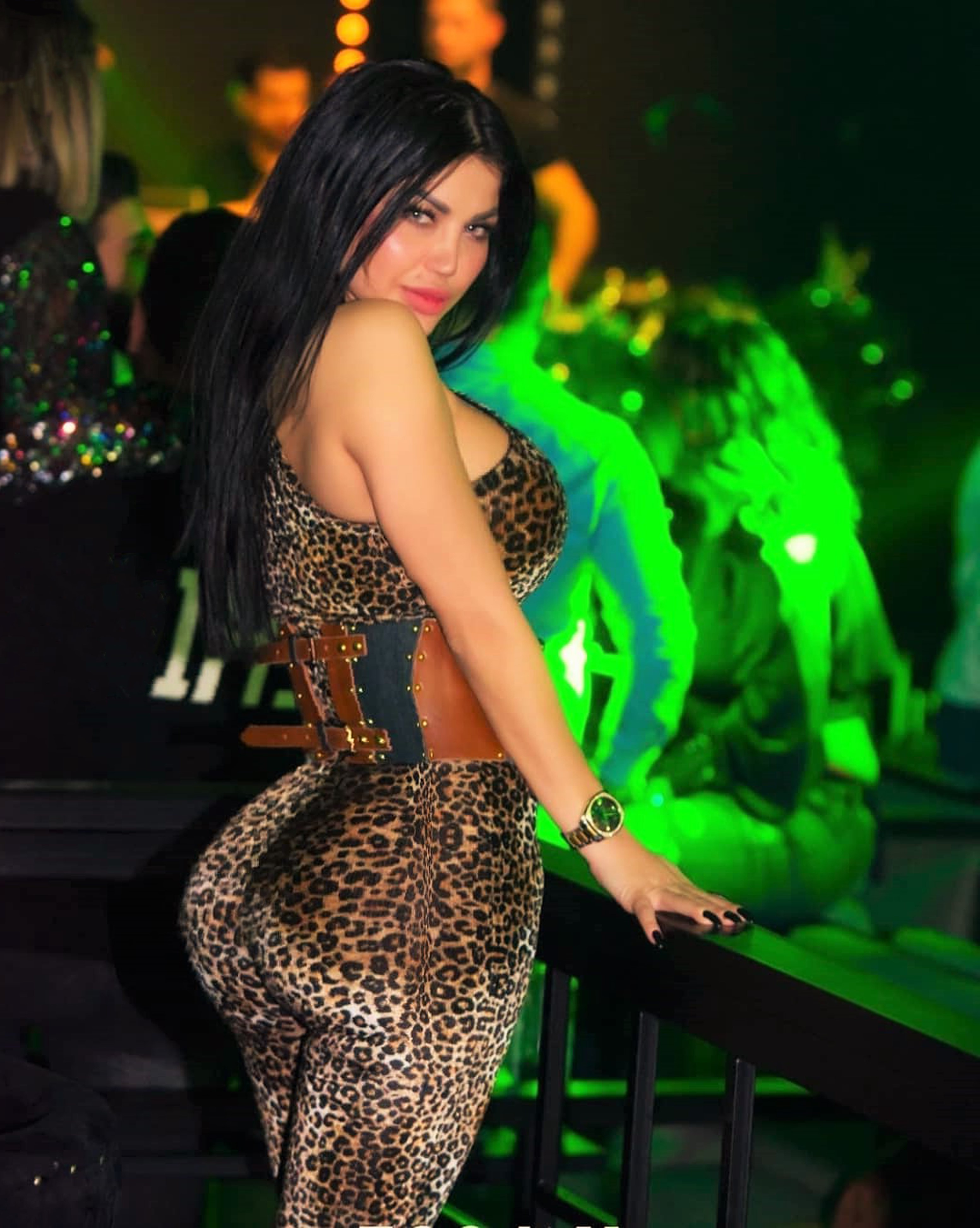
مثال: یک مدل با کرست ساعت‌شنی کوتاه (شکل نوین)
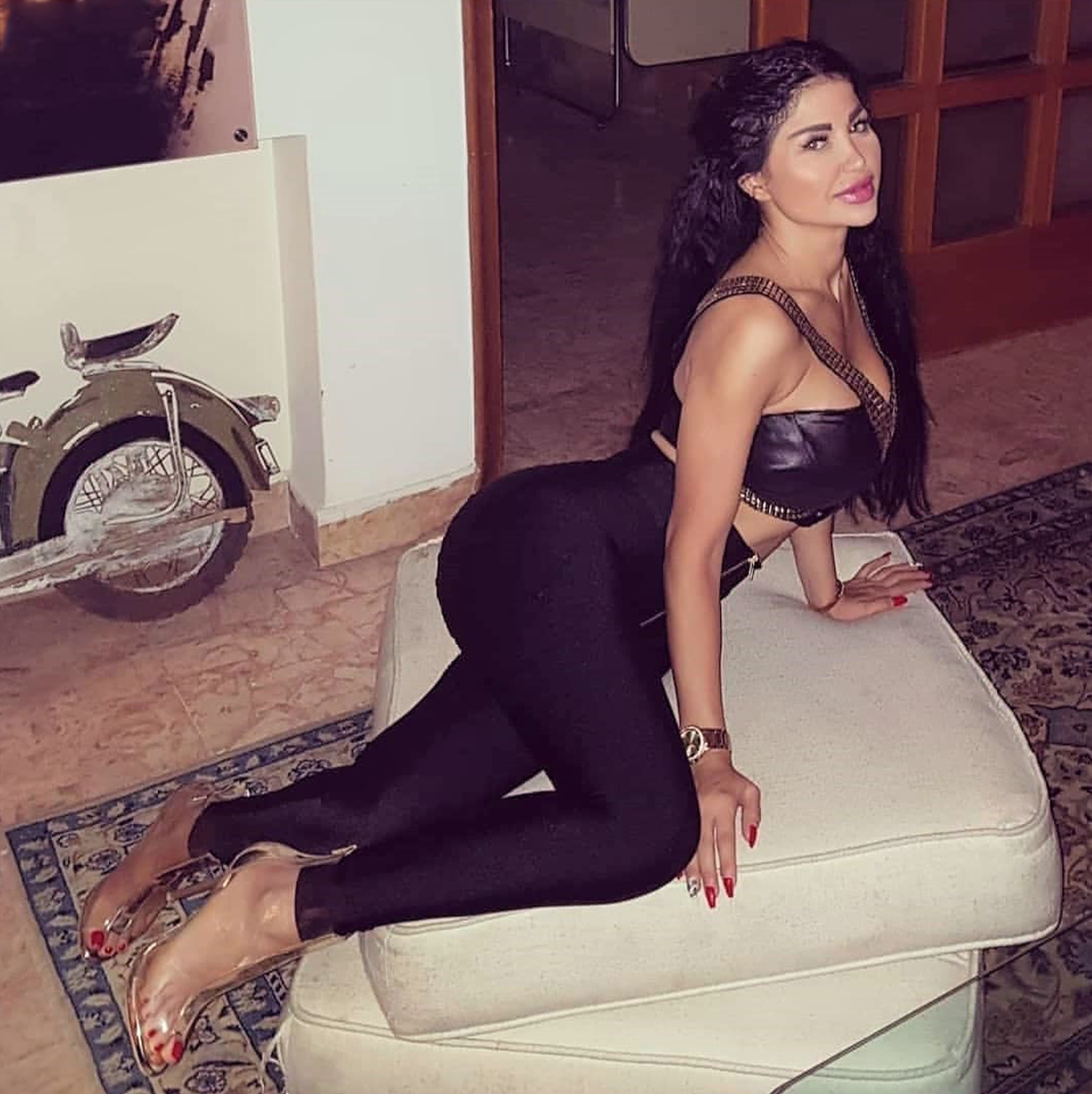
مثال: همان مدل بدون کرست شاعت‌شنی، شکل‌های نوین کرست‌ها در همه وزن‌ها قابل استفاده نیستند.

## در صنعت مد
پیکر ساعت‌شنی را می‌توان برجسته‌ترین شکل از چهار شکل اصلی بدن زنان نامید. طراحان سرشناس زیادی برای این نوع شکل بدن زنان، لباس طراحی کرده‌اند. با این حال با توجه به اینکه در تحقیقاتی در لندن مشخص شد که تنها ۱۰٪ از زنان دارای این شکل بدن هستند، احتمال اینکه لباس‌های مناسب این شکل در فروشگاه‌ها یافت نشود بسیار بالاست.

## نمونه‌ها
الساندرا آمبروزیو، مریلین مونرو و جسیکا آلبا از نمونه‌های سرشناس این شکل بدن هستند.

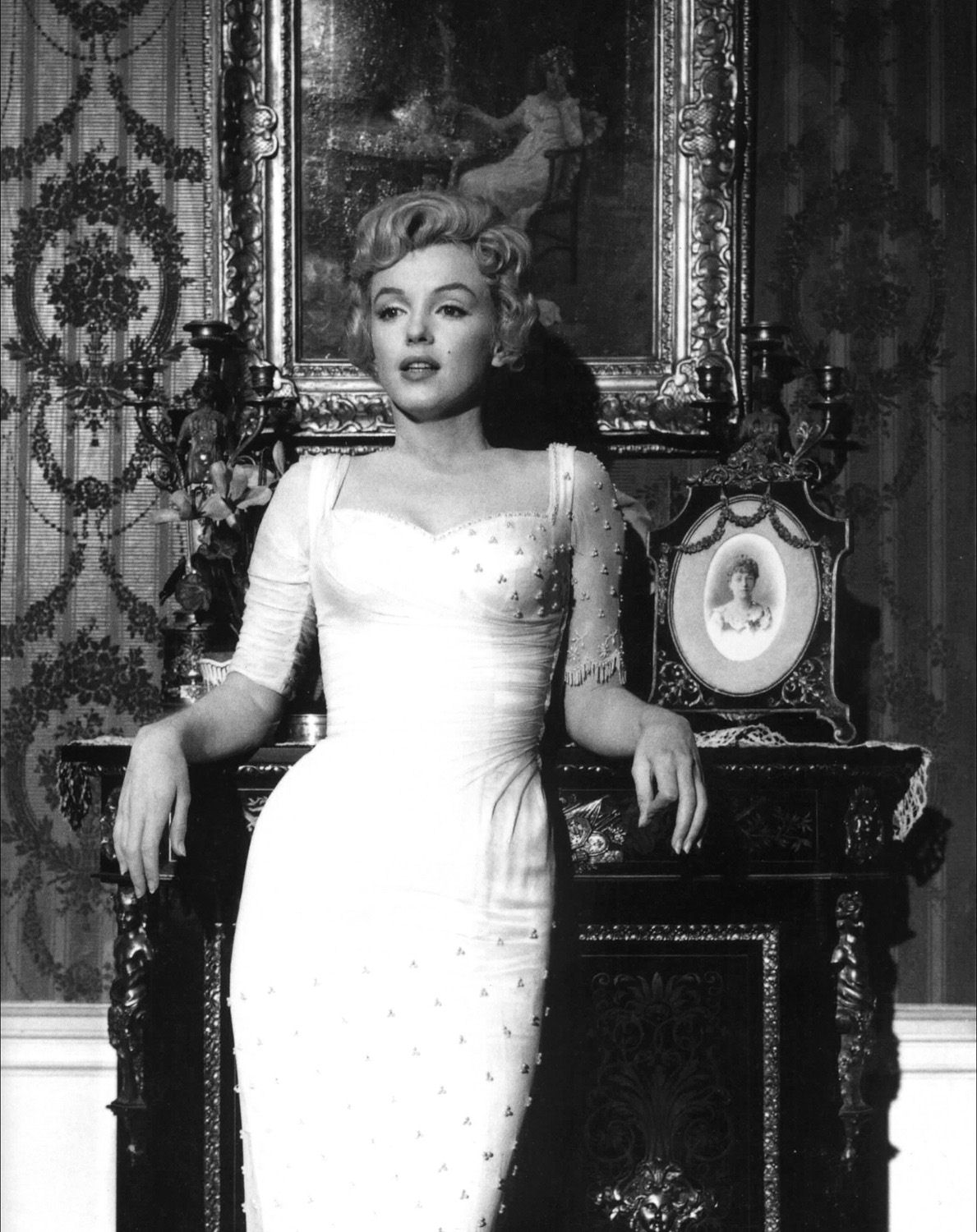
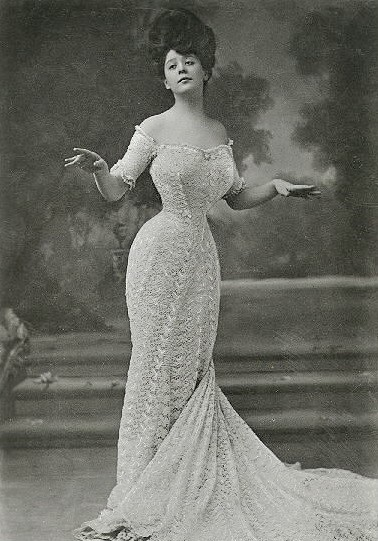
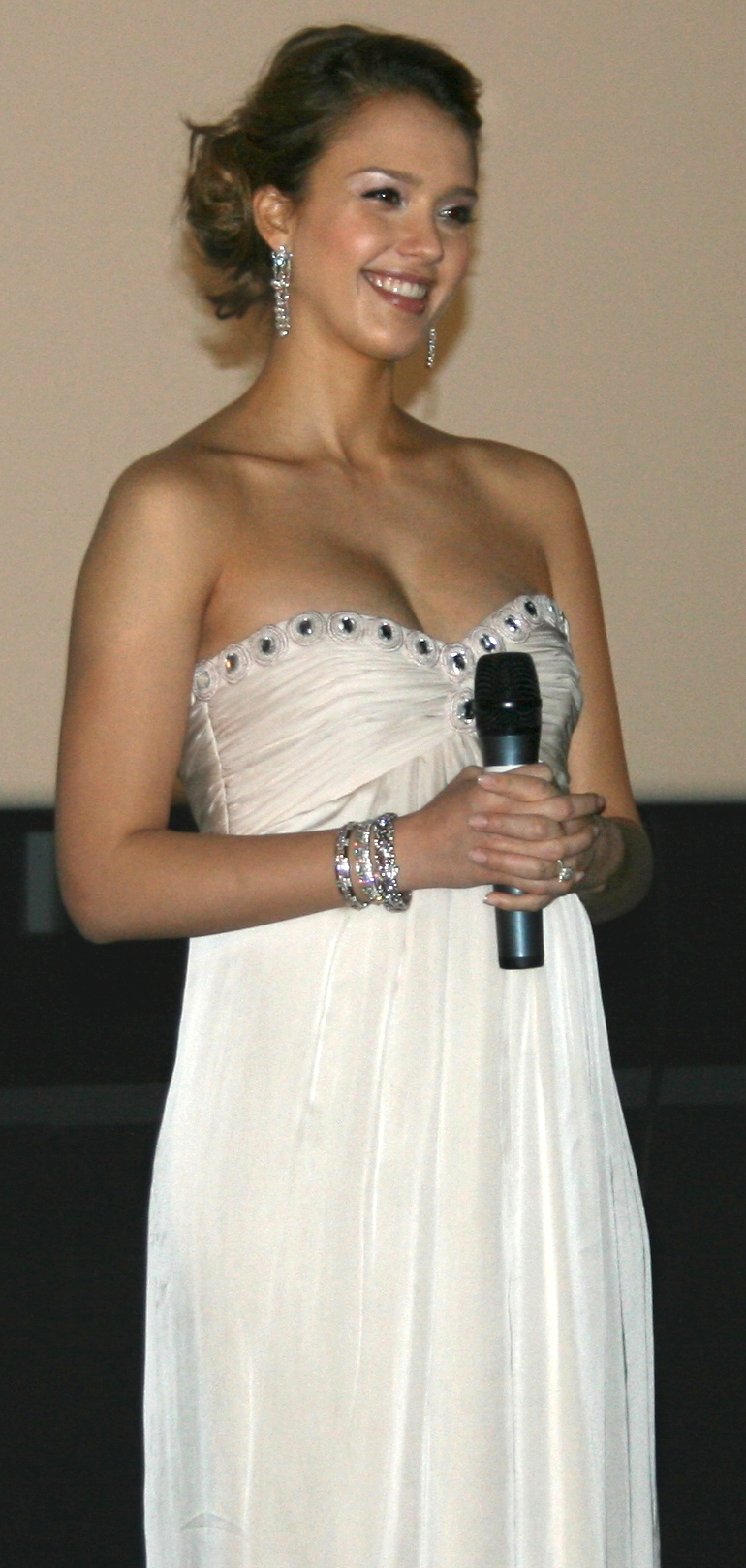

## توجه مردان
تحقیقات دهه‌های اخیر نشان می‌دهد که مردان نسبت به زنانی که پیکر ساعت‌شنی دارند، توجه و اولویت خاصی می‌دهند. این مطالعات نشان داد که این شکل از پیکر، برای مردان حتی از اندازه پستان‌ها یا ویژگی‌های صورت نیز مهم‌تر است. همچنین اندازه نشیمنگاه و دور کمر در این شکل بدن مورد توجه مردان است.